# تشارلز نورث
تشارلز نورث (بالإنجليزية: Charles North)‏ هو سياسي أسترالي، ولد في 14 سبتمبر 1887 في برث في أستراليا، وتوفي في 30 سبتمبر 1979 في أستراليا. حزبياً، نشط في Nationalist Party (Australia) ‏. وقد انتخب عضو الجمعية التشريعية لأستراليا الغربية.